# Partneren
Partneren A/S er en dansk rengøringskoncern med hovedkvarter i Søborg i København. De tilbyder en række rengøringsservices. I 2024 havde de ca. 450 ansatte. 
Partneren blev etableret i 2001 og er ejet af Catja Winther.